# Arizona Trail
L'Arizona Trail est un sentier de randonnée américain qui traverse l'Arizona entre sa frontière avec le Mexique au sud et sa frontière avec l'Utah au nord. Il est classé National Scenic Trail depuis le 30 mars 2009.

## Géographie

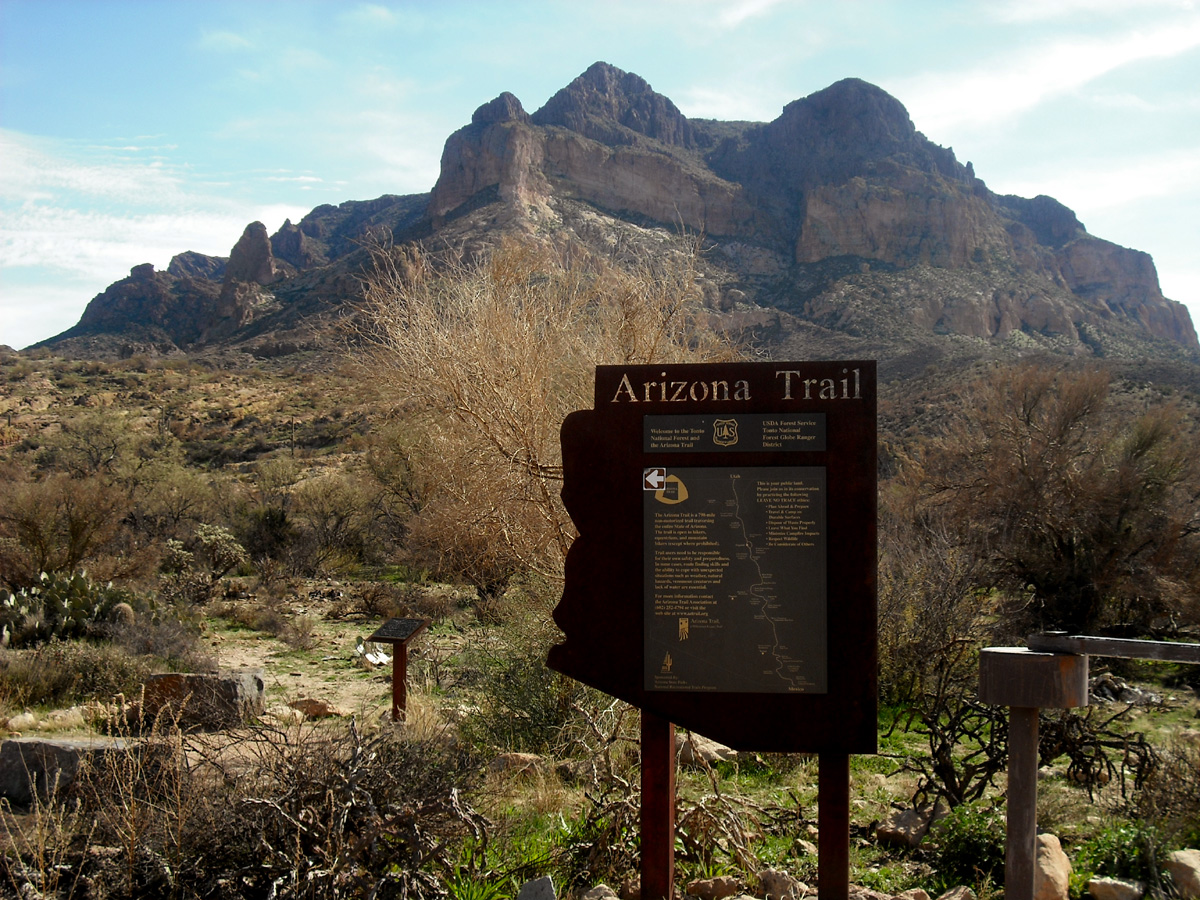
Panneau indiquant l'Arizona Trail.

Le sentier commence au Coronado National Memorial, près de la frontière américano-mexicaine, et se dirige vers le nord à travers les montagnes Huachuca, Santa Rita et Rincon. Le sentier continue à travers les monts Santa Catalina au nord de Tucson et les monts Mazatzal, avant de remonter la crête Mogollon au nord de Payson, pour aboutir aux altitudes plus élevées du nord de l’Arizona et des pics San Francisco. Le sentier continue ensuite à travers le plateau Coconino puis se termine près de la frontière Arizona-Utah dans la région du plateau de Kaibab.
L'Arizona Trail, long de 800 milles (1 287 km), a été achevé le 16 décembre 2011.

## Parcours
Ce sentier est conçu comme un sentier primitif destiné aux randonneurs, aux cavaliers, au vélo de montagne et même au ski de fond, mettant en valeur la grande variété de chaînes de montagnes et d'écosystèmes de l'Arizona.

## Histoire
L'idée de ce sentier a été développée et promue en 1985 par Dale Shewalter, enseignant à Flagstaff, en Arizona. Il fait partie de la version abrégée de la boucle Great Western, longue de 6 875 milles (11 064 km). Cette version inclut le parc national du Grand Canyon.